# Estatua doble de Horus y Horemheb
El grupo de estatuas del dios Horus y el rey Horemheb está en la colección egipcio-oriental del Museo Kunsthistorisches de Viena. Muestra al rey del Antiguo Egipto (faraón) Horemheb sentado junto al dios Horus y data de finales de la XVIII dinastía del Imperio Nuevo de Egipto, alrededor de 1320 a. C. 
Horemheb era un oficial militar bajo Akenatón y Semenejkara. Después de estos dos reyes, él y Ay compartieron la responsabilidad del traslado del gobierno de Aketatón a Tebas y el abandono de la religión atoniana al comienzo del reinado de Tutankamón. Después de la temprana muerte de Tutankamón debido a su débil salud, el ya anciano Ay reinó durante cuatro años, y después de su muerte, Horemheb, que no estaba emparentado con los reyes de Amarna ni con su sucesor Ramsés I, fue coronado rey. Su proclamación fue confirmada durante la fiesta tebana de Opet por el dios Amón (Estela de la coronación). Bajo Horemheb, la restauración de los viejos cultos y la apertura y reconstrucción de los antiguos templos reafirmaron el abandono de la religión exclusivamente dedicada a Atón. 

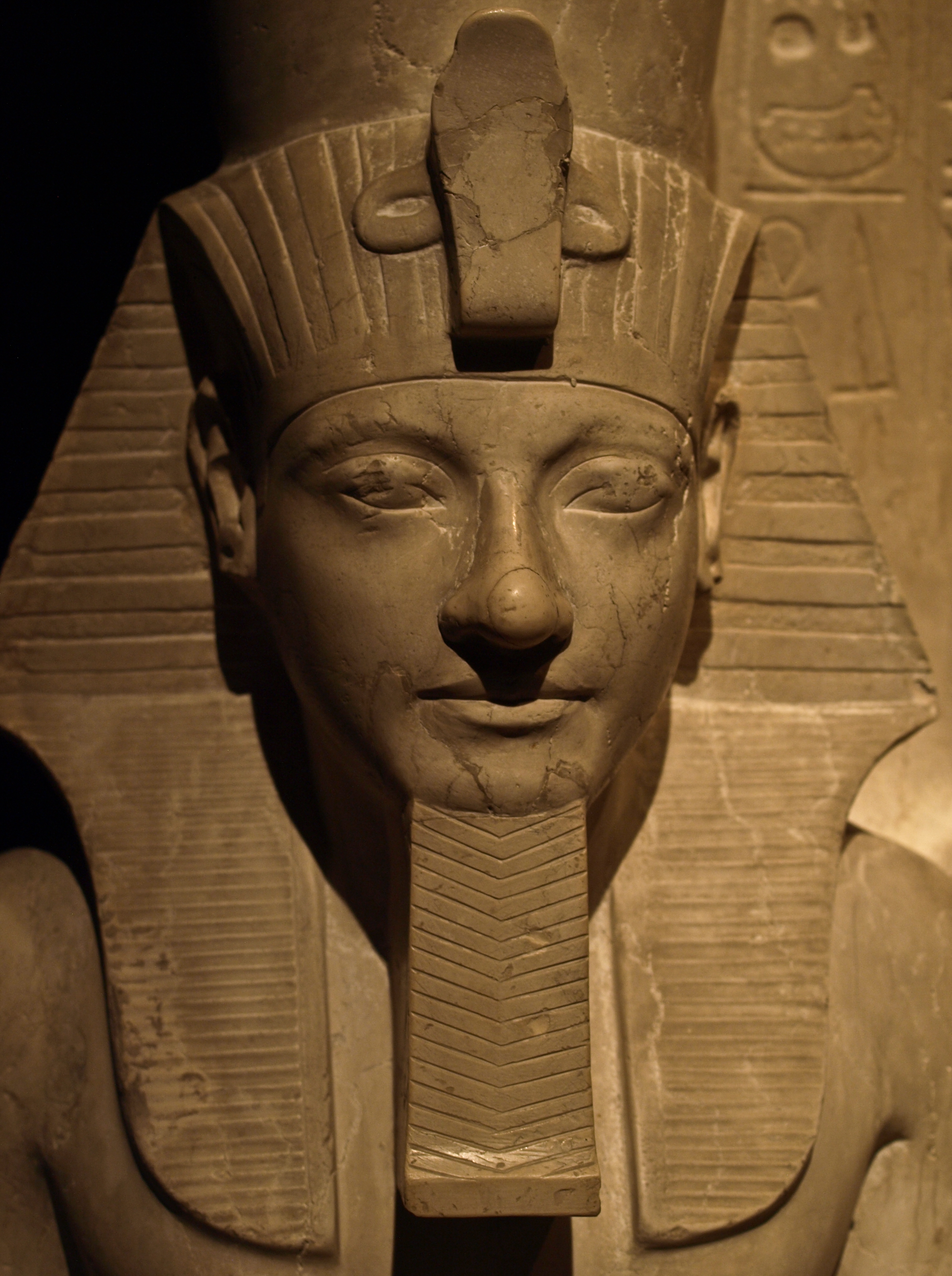
Detalle del rostro de Horemheb, de un naturalismo individualizado inhabitual.

Además de este grupo doble de estatuas de Horemheb con Horus, hay otros dos grupos similares. Uno está en Turín y lo muestra con Amón, el otro en Londres lo muestra con Amón-Kamutef. "Amón es el dios que confirmó la coronación de Horemheb; pero fue "su padre Horus" quien lo eligió para ser faraón. El grupo de la estatua de Viena fue creado en su honor." 
La escultura de piedra caliza muestra al rey Horemheb, casi a tamaño natural, sentado a la derecha del dios Horus. Horus mantiene su brazo derecho tras la cintura del rey, el gesto tradicional en las figuras egipcias para denotar cercanía y protección, en su izquierda sostiene el ank, símbolo de vida. Ambas figuras llevan el paño ritual corto (shenti), en la cabeza la doble corona (psent) con ureo, y el rey también el pañuelo rayado nemes y la barba postiza. 
El grupo fue sometido a una extensa restauración en los tiempos modernos, en la que "se completaron los brazos y pies de ambas figuras, la mano izquierda, la barba y la punta de la nariz del rey y el pico del halcón." 
Helmut Satzinger dice sobre el efecto de la escultura: 

"El efecto fascinante de la obra se basa sobre todo en el contraste entre la rigidez tradicional del diseño general y la cara del rey, que todavía se caracteriza en gran medida por el espíritu del arte amarniano tardío. El realismo que reproduce los detalles anatómicos y el retrato caracterizado, que se ha conservado junto con la idealización, es una continuación del arte del "rey hereje" Akenatón. Con todo, la escultura parece acercarnos a la personalidad del enérgico estadista Horemheb más que cualquier otro de sus retratos."
Helmut Satzinger

Se desconoce el origen real del grupo de estatuas en Egipto. Fue heredado de la colección Estensian (castillo de Cattajo) del archiduque Francisco Fernando y en 1918 fue agregado a la colección del Museo Kunsthistorisches de Viena.